# Classic Cash: Hall of Fame Series
Classic Cash: Hall of Fame Series — студийный альбом Джонни Кэша, выпущенный 19 сентября 1988 года на лейбле Mercury Records.

## Об альбоме
Classic Cash: Hall of Fame Series содержит двадцать полностью перезаписанных версий песен Кэша, оригиналы которых были записаны преимущественно во времена его сотрудничества с лейблами Sun и Columbia Records. Альбом был раскритикован за несколько сомнительных нововведений, включая использование синтезатора в попытке осовременить старые песни Кэша.

## Список композиций
- Все песни написаны Джонни Кэшем, кроме отмеченных.

1. «Get Rhythm» — 2:30
2. «Tennessee Flat Top Box» — 3:06
3. «Long Black Veil» (Дэнни Дилл, Марион Уилкин)— 3:14
4. «A Thing Called Love» (Джерри Рид) — 2:15
5. «I Still Miss Someone» (Кэш, Рой Кэш) — 2:58
6. «Cry! Cry! Cry!» — 2:24
7. «Blue Train» (Билли Смит) — 2:03
8. «Sunday Mornin' Comin' Down» (Крис Кристофферсон) — 3:54
9. «Five Feet High and Rising» — 2:43
10. «Peace in the Valley» (Томас А. Дорси) — 2:54
11. «Don't Take Your Guns to Town» — 2:55
12. «Home of the Blues» (Кэш, Глен Дуглас, Вик Макальпин) — 3:14
13. «Guess Things Happen That Way» (Джек Клемент) — 2:44
14. «I Got Stripes» (Кэш, Чарли Уильямс) — 2:01
15. «I Walk the Line» — 2:33
16. «Ring of Fire» (Джун Картер Кэш, Мерл Килгор) — 2:43
17. «The Ballad of Ira Hayes» (Питер Ла Фарж) — 2:51
18. «The Ways of a Woman in Love» (Билл Джастис, Чарли Рич) — 2:38
19. «Folsom Prison Blues» — 2:44
20. «Suppertime» (Айра Стэнфил) — 2:22

## Участники записи
- Группа Джонни Кэша:
- Джонни Кэш — вокал, акустическая гитара
- Эрл Пи Бол — фортепиано
- Боб Вуттон — электрогитара
- В. С. Холланд — ударные
- Джек Хэйл — гармоника, труба, валторна
- Боб Ливайн — синтезатор, труба
- Джим Солди — акустическая гитара, добро, электрогитара, бэк-вокал, синтезаторная гитара, слайд-гитара
- Джимми Тайтл — бас-гитара, бэк-вокал

Приглашённые музыканты
- Терри Макмиллан — гармоника
- Брайан «Бонго» О’Хэнлон — перкуссия
- Мэтт Роллингс — орган

Дополнительный персонал
- Джонни Кэш — продюсирование
- Джимми Тайтл — ассистент продюсера
- Дониван Коварт — инженер звукозаписи, микширование
- Дэйв Синко — ассистент инженера
- Записано на GCN Recording Studio, Нэшвилль, Теннесси; Berry Hill Sound, Нэшвилль
- Смикшировано на The Castle Recording Studio, Франклин, Теннесси
- Мастеринг проведён Гленном Мидоусом на Masterfonics, Нэшвилль
- Алан Мессер — фотография
- Данна Хейз Макартур, Hot Off the Griddle Productions — дизайн, арт-директор
- Том Ти Холл — аннотация